# برج بونعامه
برج بونعامه (به عربی: برج بونعامة) یک شهرداری در الجزایر است که در استان تسمسیلت واقع شده‌است. برج بونعامه ۶۳ کیلومتر مربع مساحت و ۲۰٬۸۶۴ نفر جمعیت دارد و ۱٬۰۹۸ متر بالاتر از سطح دریا واقع شده‌است.